# Шарипов, Марат Сабитович
 Шарипов Марат Сабитович (род. 1962, д. Ямакай, Башкирская АССР) — российский певец и педагог, народный артист Республики Татарстан (2010). Заслуженный артист Республики Башкортостан (2009). Кандидат филологических наук (1988).

## Биография
Шарипов Марат Сабитович родился в деревне Ямакаево Башкирской АССР.
В 1984 году окончил Башкирский государственный университет (ныне Уфимский университет науки и технологий), затем Уфимский государственный институт искусств (ныне — Уфимская государственная академия искусств имени З. Исмагилова) по специальности «сольное пение» (класс профессора Р. Г. Галимуллиной).
Защитил диссертацию на тему: «Драматургия Т. Миннуллина: (Проблема героя и его художественное воплощение)» в 1988 году в БГУ.
С 2001 года работает в оперной труппе Башкирского государственного театра оперы и балета.
Его репертуар включает произведения зарубежных, русских, башкирских и татарских композиторов, татарские, башкирские и русские народные песни.
Одновременно с 1988 года преподаёт в Башкирском государственном университете (ныне Уфимский университет науки и технологий) историю татарской литературы, теорию литературы, историю татарской литературной критики и др., член Общественного совета при Президенте Республики Башкортостан, председатель тюркского национально-просветительского центра «Рамазан».
Имеет учёную степень кандидата филологических наук (1988).

## Репертуар
- Оратор (В.-А. Моцарт «Волшебная флейта»)
- Цунига (Ж. Бизе «Кармен»)
- Эскамильо (Ж. Бизе «Кармен»)
- Доктор (Дж. Верди «Травиата»)
- Феррандо (Дж. Верди «Трубадур»)
- Рамфис (Дж. Верди «Аида»)
- Монтероне (Дж. Верди «Риголетто»)
- Бонза (Дж. Пуччини «Мадам Баттерфляй»)
- Анджелотти (Дж. Пуччини «Тоска»)
- Бертран (П. Чайковский «Иоланта»)
- Мороз (Н. Римский-Корсаков «Снегурочка»)
- Алеко (С. Рахманинов «Алеко»)
- Тухбат, Иван Грозный (З. Исмагилов «Послы Урала»)
- Хангильде (З. Исмагилов «Кахым-туря»)

## Награды
- Гран-при Всероссийского конкурса вокалистов имени С. Сайдашева (1991)
- Лауреат Всероссийского конкурса оперных певцов имени Ю. Гуляева (1993)
- I премия Международного конкурса «Татарская песня-1995» (1995)
- Заслуженный артист Республики Татарстан (2003)
- Заслуженный артист Республики Башкортостан (2009)
- Народный артист Республики Татарстан (2010)
- Республиканская премия имени Мусы Джалиля (2017)